# Velká Kraš
Velká Kraš (Duits: Groß Krosse) is een Tsjechische gemeente in de regio Olomouc, en maakt deel uit van het district Jeseník. Velká Kraš telt 726 inwoners (2023).

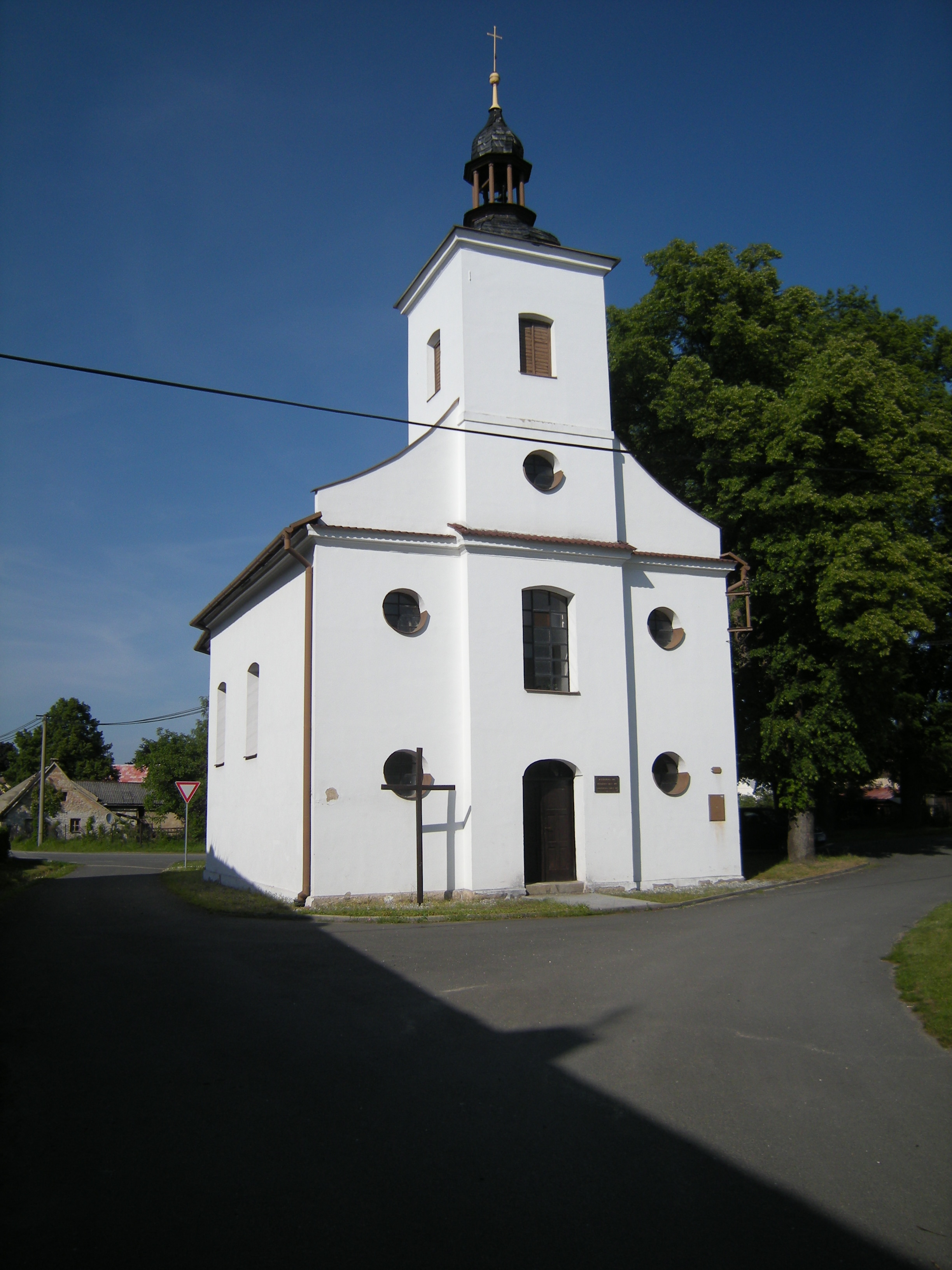

Velká Kraš was tot 1945 een plaats met een overwegend Duitstalige bevolking. Na de Tweede Wereldoorlog werd de Duitstalige bevolking verdreven.

## Geschiedenis
- 1291 – De eerste schriftelijke vermelding van Velká Kraš, die de situatie tussen 1266–1268 beschrijft.
- 1996 – De gemeente Velká Kraš wordt administratief overgeheveld van het district Šumperk naar het nieuw gevormde district Jeseník.[1]